# Stazione di Ashiharabashi
La stazione di Ashiharabashi (芦原橋駅?, Fukushima-eki) è una delle stazioni della Linea Circolare di Ōsaka in Giappone.

## Linee

### Treni
- JR West
  - Linea Circolare di Ōsaka